# Caecognathia vanhoeffeni
Caecognathia vanhoeffeni är en kräftdjursart som först beskrevs av Menzies 1962.  Caecognathia vanhoeffeni ingår i släktet Caecognathia och familjen Gnathiidae. Inga underarter finns listade i Catalogue of Life.